# 纽约梅隆银行
纽约梅隆银行（英語：The Bank of New York Mellon）是一家位于美国纽约市的银行。其主要業務為證券服務及资产管理。2007年由纽约银行和梅隆金融（Mellon Financial）合并而成。